# 墨俣城
墨俣城（日语：／ Sunomata-jō），是日本岐阜県大垣市墨俣町的一座城堡，築城時間不明。

## 概要
墨俣城位於長良川西岸的洲股（墨俣），為交通、戰略之要地，是源平合戰墨俣川之戰的舞台。該城為齋藤氏所築，後由齋藤利為等人接續為城主。另外一說1561年（永禄四年）至1566年（永禄九年）織田信長進攻美濃時，家臣木下藤吉郎(豐臣秀吉)才於此地築城。傳說中墨俣城是一夜之間建成，但不明疑点頗多，各式各様之說法都有。
現在，墨俣城跡之西北側為一夜城跡公園。公園内有以大垣城之天守閣為模型再建之墨俣一夜城歴史資料館，但其外観與歷史記載並不相同。另外公園内有白鬚神社（也有稱式内社荒方神社）、祭祀豊臣秀吉的豊国神社等建築物。

## 關連項目
- 一夜城
- 石垣山城（一夜城）
- 太閤記

## 外部連結
- 墨俣一夜城（墨俣歴史資料館） （页面存档备份，存于）